# シオマリアッチ
シオマリアッチ（1982年9月4日 - ）は、グレープカンパニーに所属する日本のお笑い芸人。
神奈川県出身。身長172cm。A型。

## 来歴
高校卒業後、地元の友人であった末吉亮一とNSC大阪校へ入学し、2003年4月よりコンビ『マンハッタン』として活動するも2008年で解散。その後に山崎仕事人（現・センサールマン）とコンビ『メガロドン』を結成するも数カ月で解散。以降はピン芸人として活動し2010年夏に上京、2011年よりグレープカンパニーに所属。

## 芸風・概説
シャッターシェイドタイプのサングラスをかけ、現代風にアレンジした昔話のフリップネタをラップ調で行う。芸名は伝説的ラップユニット「ILLMARIACHI（イルマリアッチ）」に由来する。その他には人形劇形式の「THE HELL HAND」などのネタがある。
またヲタル、忍Eと共に音楽グループ「THE GALAXIA NINJA」や、津軽三味線を特技とする芸人さーみーとのユニット「しおさーみー」としても活動している。

## 出演

### テレビ

#### 過去の出演番組
- オンバト+（NHK総合）
- 有田ジェネレーション（TBS）
- 深夜に発見!新shock感〜一度おためしください〜（テレビ東京）
- にちようチャップリン（テレビ東京）
- オールスター後夜祭（2019年4月7日[6]、TBS）
- スマートフォンデュ（テレビ朝日、2018年10月25日[7]）
- ラヴィット!（TBS、2023年2月10日・7月7日）[注 1]
- 日本でいちばん明るい賞レース 耳心地いい-1グランプリ（TBS、2023年8月23日[9]）

### インターネットテレビ
- フリップ芸人王座決定戦～2017春～（AbemaTV）[10]

### ラジオ
- あぁ〜しらきのお笑い給湯室（東京ネットラジオ）- 2016年8月ゲスト

### DVD
- Ω（オメガ）（2016年5月18日、ポニーキャニオン）- 事務所の先輩である永野の作品に出演